# Cantonul Maisons-Alfort-Sud
Cantonul Maisons-Alfort-Sud este un canton din arondismentul Créteil, departamentul Val-de-Marne, regiunea Île-de-France, Franța.

## Comune
| Comune                          | Populație (1999) | Cod poștal | Cod INSEE |
| ------------------------------- | ---------------- | ---------- | --------- |
| Maisons-Alfort, commune entière | 51 103           | 94 700     | 94 046    |